# Pojazd asenizacyjny

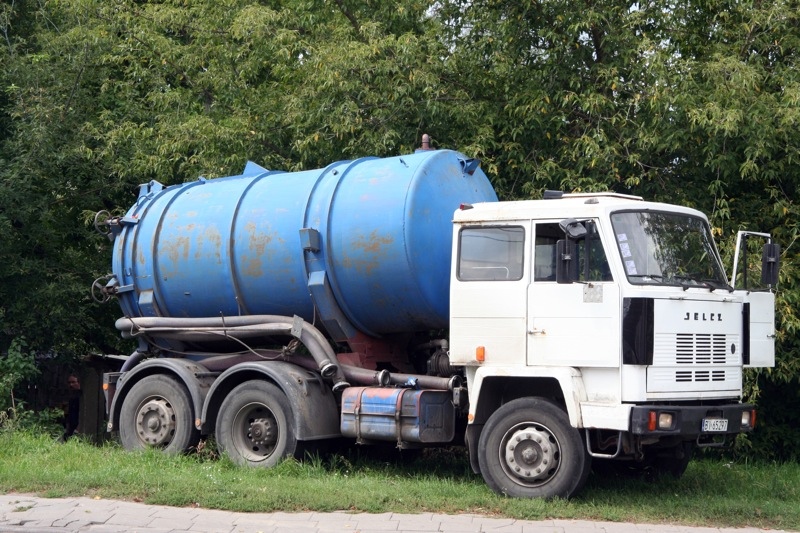
Pojazd asenizacyjny na podwoziu 3-osiowej ciężarówki serii Jelcz 300

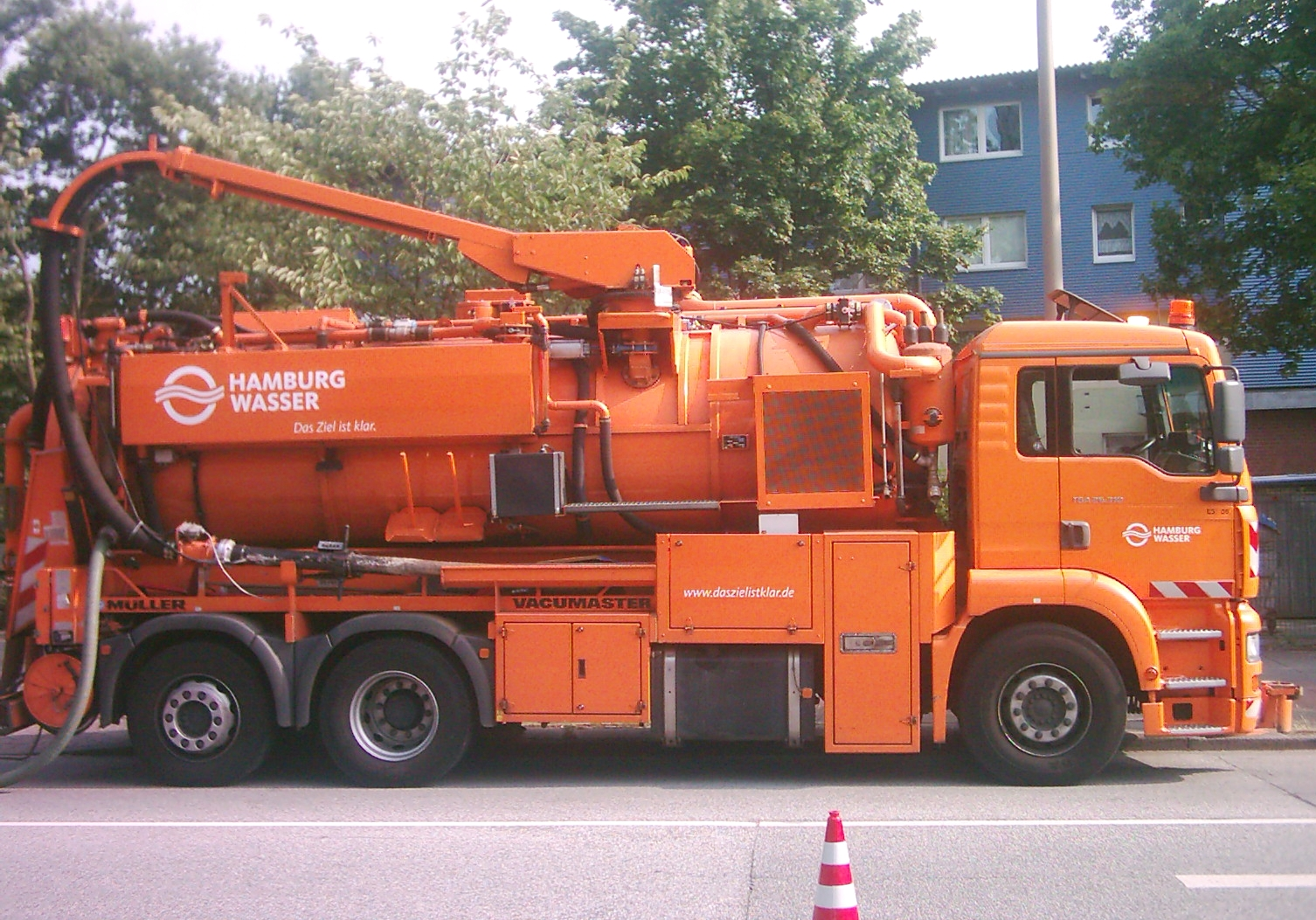
Pojazd do oczyszczania wpustów ulicznych

Pojazd asenizacyjny – pojazd ciężarowy służący do wywozu nieczystości ciekłych (fekaliów, ścieków) bezpośrednio z szamb bezodpływowych do punktów zlewnych. Pojazdy takie mogą być również wykorzystywane w innych przewozach, w których wymagany jest podciśnieniowy załadunek. Pojazdy asenizacyjne popularnie nazywane są szambowozami, pszczółkami lub szambiarkami. W zależności od wyposażenia mogą być również wykorzystywane do usuwania awarii w sieciach kanalizacyjnych, takich jak np. udrażnianie rur kanalizacyjnych.  
Asenizację stosuje się w miejscowościach, w których nie ma kanalizacji, lub w razie jej awarii. Grupa pojazdów asenizacyjnych (tabor asenizacyjny) nazywana bywa ruchomą siecią kanalizacyjną.

## Budowa
Pojazdy te budowane są na bazie podwozia samochodu ciężarowego, przyczepy lub naczepy.
Wyposażone są w:
- zbiornik (cysternę) z położonym w najniższej części otworem czerpalno-spustowym zaopatrzonym w zawór zasuwowy i ze szczelnie zamkniętym włazem na górze;
- kompresor napędzany najczęściej silnikiem pojazdu poprzez przystawkę odbioru mocy;
- zakończony szybkozłączem elastyczny przewód ssawno-spustowy o średnicy ok. 10 cm.

Nieczystości, na przykład znajdujące się w szambie, zasysane są do zbiornika pojazdu asenizacyjnego dzięki podciśnieniu wytwarzanemu przez kompresor. Średnica przewodu ssawnego (110 mm) umożliwia zassanie także frakcji stałych. Cysternę opróżnia się pod wpływem nadciśnienia wytworzonego przez pompę lub grawitacyjnie – w tym celu zbiornik ustawiony jest pochyło na podwoziu. W niektórych rozwiązaniach podczas opróżniania stosuje się dodatkowy przechył całego zbiornika przy pomocy podnośników hydraulicznych i otwieraną tylną pokrywę.